# Repêchage amateur de la LNH 1975
1974 1976
Le repêchage amateur de la Ligue nationale de hockey 1975  a eu lieu dans les bureaux de la ligue à Montréal au Québec (Canada). 

## Sélections par tour
Les sigles suivants seront utilisés dans les tableaux pour parler des ligues mineures :
- AHO : Association de hockey de l'Ontario – aujourd'hui Ligue de hockey de l'Ontario.
- LHJMQ : Ligue de hockey junior majeur du Québec.
- NCAA : National Collegiate Athletic Association
- LHOC : Ligue de hockey de l'ouest du Canada
- CIAU : Sport interuniversitaire canadien
- AMH : Association mondiale de hockey

### 1ertour
| Rang | Équipe LNH                    | Nationalité     | Joueur          | Repêché de                           |
| ---- | ----------------------------- | --------------- | --------------- | ------------------------------------ |
| 1    | Flyers de Philadelphie        | Canada          | Mel Bridgman    | Cougars de Victoria (LHOC)           |
| 2    | Scouts de Kansas City         | Canada          | Barry Dean      | Tigers de Medicine Hat (LHOC)        |
| 3    | Golden Seals de la Californie | Canada          | Ralph Klassen   | Blades de Saskatoon (LHOC)           |
| 4    | North Stars du Minnesota      | Canada          | Bryan Maxwell   | Tigers de Medicine Hat (LHOC)        |
| 5    | Red Wings de Détroit          | Canada          | Rick Lapointe   | Cougars de Victoria (LHOC)           |
| 6    | Maple Leafs de Toronto        | Canada          | Don Ashby       | Centennials de Calgary (LHOC)        |
| 7    | Black Hawks de Chicago        | Canada          | Greg Vaydik     | Tigers de Medicine Hat (LHOC)        |
| 8    | Flames d'Atlanta              | Canada          | Richard Mulhern | Castors de Sherbrooke (LHJMQ)        |
| 9    | Canadiens de Montréal         | Canada Autriche | Robin Sadler    | Oil Kings d'Edmonton (LHOC)          |
| 10   | Canucks de Vancouver          | Canada          | Rick Blight     | Wheat Kings de Brandon (LHOC)        |
| 11   | Islanders de New York         | Canada          | Pat Price       | Blazers de Vancouver (LHOC)          |
| 12   | Rangers de New York           | Canada          | Wayne Dillon    | Toros de Toronto (AHO)               |
| 13   | Penguins de Pittsburgh        | Canada          | Gordon Laxton   | Bruins de New Westminster (LHOC)     |
| 14   | Bruins de Boston              | Canada          | Doug Halward    | Petes de Peterborough (AHO)          |
| 15   | Canadiens de Montréal         | Canada          | Pierre Mondou   | Bleu-Blanc-Rouge de Montréal (LHJMQ) |
| 16   | Kings de Los Angeles          | Canada          | Tim Young       | 67's d'Ottawa (AHO)                  |
| 17   | Sabres de Buffalo             | Canada          | Robert Sauvé    | National de Laval (LHJMQ)            |
| 18   | Capitals de Washington        | Canada          | Alex Forsyth    | Canadians de Kingston (AHO)          |

### 2etour
| Rang | Équipe LNH                    | Nationalité | Joueur          | Repêché de                            |
| ---- | ----------------------------- | ----------- | --------------- | ------------------------------------- |
| 19   | Capitals de Washington        | États-Unis  | Peter Scamurra  | Petes de Peterborough (AHO)           |
| 20   | Scouts de Kansas City         | Canada      | Don Cairns      | Cougars de Victoria (LHOC)            |
| 21   | Golden Seals de la Californie | Canada      | Dennis Maruk    | Knights de London (AHO)               |
| 22   | Canadiens de Montréal         | Canada      | Brian Engblom   | Badgers du Wisconsin (NCAA)           |
| 23   | Red Wings de Détroit          | Canada      | Jerry Rollins   | Clubs de Winnipeg ([LHOC)             |
| 24   | Maple Leafs de Toronto        | Canada      | Doug Jarvis     | Petes de Peterborough (AHO)           |
| 25   | Black Hawks de Chicago        | Canada      | Danny Arndt     | Blades de Saskatoon (LHOC)            |
| 26   | Flames d'Atlanta              | Canada      | Rick Bowness    | Bleu-Blanc-Rouge de Montréal (LHJMQ)  |
| 27   | Blues de Saint-Louis          | Canada      | Ed Staniowski   | Pats de Regina (LHOC)                 |
| 28   | Canucks de Vancouver          | Canada      | Brad Gassoff    | Chiefs de Kamloops (LHOC)             |
| 29   | Islanders de New York         | Canada      | Dave Salvian    | Black Hawks de Saint Catharines (AHO) |
| 30   | Rangers de New York           | Canada      | Doug Soetaert   | Oil Kings d'Edmonton (LHOC)           |
| 31   | Penguins de Pittsburgh        | États-Unis  | Russ Anderson   | Golden Gophers du Minnesota (NCAA)    |
| 32   | Bruins de Boston              | Canada      | Barry Smith     | Bruins de New Westminster (LHOC)      |
| 33   | Kings de Los Angeles          | Canada      | Terry Bucyk     | Broncos de Lethbridge (LHOC)          |
| 34   | Canadiens de Montréal         | Canada      | Kelly Greenbank | Clubs de Winnipeg (LHOC)              |
| 35   | Sabres de Buffalo             | Canada      | Ken Breitenbach | Black Hawks de Saint Catharines (AHO) |
| 36   | Blues de Saint-Louis          | Canada      | Jamie Masters   | 67's d'Ottawa (AHO)                   |

### 3etour
| Rang | Équipe LNH                    | Nationalité | Joueur           | Repêché de                            |
| ---- | ----------------------------- | ----------- | ---------------- | ------------------------------------- |
| 37   | Red Wings de Détroit          | Canada      | Al Cameron       | Bruins de New Westminster (LHOC)      |
| 38   | Scouts de Kansas City         | Canada      | Neil Lyseng      | Chiefs de Kamloops (LHOC)             |
| 39   | Golden Seals de la Californie | Canada      | John Tweedle     | Lakers de Lake Superior State (NCAA)  |
| 40   | North Stars du Minnesota      | Canada      | Paul Harrison    | Generals d'Oshawa (AHO)               |
| 41   | North Stars du Minnesota      | Canada      | Alex Pirus       | Fighting Irish de Notre Dame (NCAA)   |
| 42   | Maple Leafs de Toronto        | Canada      | Bruce Boudreau   | Marlboros de Toronto (AHO)            |
| 43   | Black Hawks de Chicago        | États-Unis  | Mike O'Connell   | Canadians de Kingston (AHO)           |
| 44   | Sabres de Buffalo             | Canada      | Terry Martin     | Knights de London (AHO)               |
| 45   | Red Wings de Détroit          | Canada      | Blair Davidson   | Bombers de Flin Flon (LHOC)           |
| 46   | Canucks de Vancouver          | Canada      | Normand LaPointe | Draveurs de Trois-Rivières (LHJMQ)    |
| 47   | Islanders de New York         | Canada      | Joe Fortunato    | Rangers de Kitchener (AHO)            |
| 48   | Rangers de New York           | Canada      | Greg Hickey      | Fincups de Hamilton (AHO)             |
| 49   | Penguins de Pittsburgh        | Canada      | Paul Baxter      | Crusaders de Cleveland (AMH)          |
| 50   | Red Wings de Détroit          | Canada      | Clark Hamilton   | Fighting Irish de Notre Dame (NCAA)   |
| 51   | Canadiens de Montréal         | Canada      | Paul Woods       | Greyhounds de Sault Ste. Marie (AHO)  |
| 52   | Canadiens de Montréal         | Canada      | Pat Hughes       | Wolverines du Michigan (NCAA)         |
| 53   | Sabres de Buffalo             | Canada      | Gary McAdam      | Black Hawks de Saint Catharines (AHO) |
| 54   | Flyers de Philadelphie        | Canada      | Bob Ritchie      | Éperviers de Sorel(LHJMQ)             |

### 4etour
| Rang | Équipe LNH                    | Nationalité | Joueur           | Repêché de                            |
| ---- | ----------------------------- | ----------- | ---------------- | ------------------------------------- |
| 55   | Capitals de Washington        | Canada      | Blair MacKasey   | Bleu-Blanc-Rouge de Montréal (LHJMQ)  |
| 56   | Scouts de Kansas City         | Canada      | Ron Delorme      | Broncos de Lethbridge (LHOC)          |
| 57   | Golden Seals de la Californie | Canada      | Greg Smith       | Tigers de Colorado College (NCAA)     |
| 58   | North Stars du Minnesota      | États-Unis  | Steve Jensen     | Huskies de Michigan Tech (NCAA)       |
| 59   | Red Wings de Détroit          | Canada      | Mike Wirachowsky | Pats de Regina (LHOC)                 |
| 60   | Bruins de Boston              | Canada      | Rick Adduono     | Black Hawks de Saint Catharines (AHO) |
| 61   | Black Hawks de Chicago        | Canada      | Pierre Giroux    | Festivals de Hull (LHJMQ)             |
| 62   | Flames d'Atlanta              | Canada      | Dale Ross        | 67's d'Ottawa (AHO)                   |
| 63   | Blues de Saint-Louis          | Canada      | Rick Bourbonnais | 67's d'Ottawa (AHO)                   |
| 64   | Canucks de Vancouver          | Canada      | Glen Richardson  | Fincups de Hamilton (AHO)             |
| 65   | Islanders de New York         | Canada      | André LePage     | Bleu-Blanc-Rouge de Montréal (LHJMQ)  |
| 66   | Rangers de New York           | Canada      | Bill Cheropita   | Black Hawks de Saint Catharines (AHO) |
| 67   | Penguins de Pittsburgh        | Canada      | Stu Younger      | Huskies de Michigan Tech (NCAA)       |
| 68   | Bruins de Boston              | Canada      | Denis Daigle     | Bleu-Blanc-Rouge de Montréal (LHJMQ)  |
| 69   | Kings de Los Angeles          | Canada      | André Leduc      | Castors de Sherbrooke (LHJMQ)         |
| 70   | Canadiens de Montréal         | Canada      | Dave Gorman      | Roadrunners de Phoenix (AMH)          |
| 71   | Sabres de Buffalo             | Canada      | Greg Neeld       | Centennials de Calgary (LHOC)         |
| 72   | Flyers de Philadelphie        | Canada      | Rick St. Croix   | Generals d'Oshawa (AHO)               |

### 5etour
| Rang | Équipe LNH                    | Nationalité | Joueur         | Repêché de                            |
| ---- | ----------------------------- | ----------- | -------------- | ------------------------------------- |
| 73   | Capitals de Washington        | Canada      | Craig Crawford | Marlboros de Toronto (AHO)            |
| 74   | Scouts de Kansas City         | Canada      | Terry McDonald | Chiefs de Kamloops (LHOC)             |
| 75   | Golden Seals de la Californie | Canada      | Doug Young     | Huskies de Michigan Tech (NCAA)       |
| 76   | North Stars du Minnesota      | Canada      | Dave Norris    | Fincups de Hamilton (AHO)             |
| 77   | Red Wings de Détroit          | États-Unis  | Mike Wong      | Bleu-Blanc-Rouge de Montréal (LHJMQ)  |
| 78   | Maple Leafs de Toronto        | Canada      | Ted Long       | Fincups de Hamilton (AHO)             |
| 79   | Black Hawks de Chicago        | Canada      | Bob Hoffmeyer  | Blades de Saskatoon (LHOC)            |
| 80   | Flames d'Atlanta              | Canada      | Willi Plett    | Black Hawks de Saint Catharines (AHO) |
| 81   | Blues de Saint-Louis          | Canada      | Jim Gustafson  | Cougars de Victoria (LHOC)            |
| 82   | Canucks de Vancouver          | Canada      | Doug Murray    | Wheat Kings de Brandon (LHOC)         |
| 83   | Islanders de New York         | Canada      | Denny McLean   | Centennials de Calgary (LHOC)         |
| 84   | Rangers de New York           | Canada      | Larry Huras    | Rangers de Kitchener (AHO)            |
| 85   | Penguins de Pittsburgh        | Canada      | Kim Clackson   | Cougars de Victoria (LHOC)            |
| 86   | Bruins de Boston              | Canada      | Stan Jonathan  | Petes de Peterborough (AHO)           |
| 87   | Kings de Los Angeles          | Canada      | Dave Miglia    | Draveurs de Trois-Rivières (LHJMQ)    |
| 88   | Canadiens de Montréal         | Canada      | Jim Turkiewicz | Toros de Toronto (AHO)                |
| 89   | Sabres de Buffalo             | Canada      | Don Edwards    | Rangers de Kitchener (AHO)            |
| 90   | Flyers de Philadelphie        | États-Unis  | Gary Morrison  | Wolverines du Michigan (NCAA)         |

### 6etour
| Rang | Équipe LNH                    | Nationalité | Joueur            | Repêché de                           |
| ---- | ----------------------------- | ----------- | ----------------- | ------------------------------------ |
| 91   | Capitals de Washington        | Canada      | Roger Swanson     | Bombers de Flin-Flon (LHOC)          |
| 92   | Scouts de Kansas City         | Canada      | Eric Sanderson    | Cougars de Victoria (LHOC)           |
| 93   | Golden Seals de la Californie | Canada      | Larry Hendrick    | Centennials de Calgary (LHOC)        |
| 94   | North Stars du Minnesota      | Canada      | Greg Clause       | Fincups de Hamilton (AHO)            |
| 95   | Red Wings de Détroit          | Canada      | Mike Harazny      | Pats de Regina (LHOC)                |
| 96   | Maple Leafs de Toronto        | Canada      | Kevin Campbell    | Saints de St. Lawrence (NCAA)        |
| 97   | Black Hawks de Chicago        | États-Unis  | Tom Ulseth        | Badgers du Wisconsin (NCAA)          |
| 98   | Flames d'Atlanta              | Angleterre  | Paul Heaver       | Generals d'Oshawa (AHO)              |
| 99   | Blues de Saint-Louis          | États-Unis  | Jack Brownschidle | Fighting Irish de Notre Dame (NCAA)  |
| 100  | Canucks de Vancouver          | Canada      | Bob Watson        | Bombers de Flin-Flon (LHOC)          |
| 101  | Islanders de New York         | Canada      | Mike Sleep        | Bruins de New Westminster (LHOC)     |
| 102  | Rangers de New York           | États-Unis  | Randy Koch        | Catamounts du Vermont (NCAA)         |
| 103  | Penguins de Pittsburgh        | Canada      | Peter Morris      | Cougars de Victoria (LHOC)           |
| 104  | Bruins de Boston              | Finlande    | Matti Hagman      | HIFK (SM-Liiga)                      |
| 105  | Kings de Los Angeles          | Canada      | Bob Russell       | Wolves de Sudbury (AHO)              |
| 106  | Canadiens de Montréal         | Canada      | Michel Lachance   | Bleu-Blanc-Rouge de Montréal (LHJMQ) |
| 107  | Sabres de Buffalo             | Canada      | Jim Minor         | Pats de Regina (LHOC)                |
| 108  | Flyers de Philadelphie        | États-Unis  | Paul Holmgren     | Golden Gophers du Minnesota (NCAA)   |

### 7etour
| Rang | Équipe LNH                    | Nationalité | Joueur           | Repêché de                           |
| ---- | ----------------------------- | ----------- | ---------------- | ------------------------------------ |
| 109  | Capitals de Washington        | Canada      | Clark Jantzie    | Université de l'Alberta (CIAU)       |
| 110  | Scouts de Kansas City         | Canada      | Bill Oleschuk    | Blades de Saskatoon (LHOC)           |
| 111  | Golden Seals de la Californie | Canada      | Rick Shinske     | Bruins de New Westminster (LHOC)     |
| 112  | North Stars du Minnesota      | Canada      | François Robert  | Castors de Sherbrooke (LHJMQ)        |
| 113  | Red Wings de Détroit          | Canada      | Jean-Luc Phaneuf | Bleu-Blanc-Rouge de Montréal (LHJMQ) |
| 114  | Maple Leafs de Toronto        | Canada      | Mario Rouillard  | Draveurs de Trois-Rivières (LHJMQ)   |
| 115  | Black Hawks de Chicago        | Canada      | Ted Bulley       | Festivals de Hull (LHJMQ)            |
| 116  | Flames d'Atlanta              | Canada      | Dale McMullin    | Wheat Kings de Brandon (LHOC)        |
| 117  | Blues de Saint-Louis          | Canada      | Doug Lindskog    | Wolverines du Michigan (NCAA)        |
| 118  | Canucks de Vancouver          | Canada      | Brian Shmyr      | Bruins de New Westminster (LHOC)     |
| 119  | Islanders de New York         | États-Unis  | Richie Hansen    | Wolves de Sudbury (AHO)              |
| 120  | Rangers de New York           | Canada      | Claude Larose    | Castors de Sherbrooke (LHJMQ)        |
| 121  | Penguins de Pittsburgh        | Canada      | Mike Will        | Oil Kings d'Edmonton (LHOC)          |
| 122  | Bruins de Boston              | Canada      | Gary Carr        | Marlboros de Toronto (AHO)           |
| 123  | Kings de Los Angeles          | Canada      | Dave Faulkner    | Pats de Regina (LHOC)                |
| 124  | Canadiens de Montréal         | États-Unis  | Tim Burke        | Wildcats du New Hampshire (NCAA)     |
| 125  | Sabres de Buffalo             | Canada      | Grant Rowe       | 67's d'Ottawa (AHO)                  |
| 126  | Flyers de Philadelphie        | États-Unis  | Dana Decker      | Huskies de Michigan Tech (NCAA)      |

### 8etour
| Rang | Équipe LNH                    | Nationalité       | Joueur          | Repêché de                            |
| ---- | ----------------------------- | ----------------- | --------------- | ------------------------------------- |
| 127  | Capitals de Washington        | Canada            | Mike Fryia      | Petes de Peterborough (AHO)           |
| 128  | Scouts de Kansas City         | États-Unis        | Joe Baker       | Golden Gophers du Minnesota (NCAA)    |
| 129  | Golden Seals de la Californie | Canada            | Doug Schoenfeld | Hornets de Cambridge (AHOSr)          |
| 130  | North Stars du Minnesota      | Canada            | Dean Magee      | Tigers de Colorado College (NCAA)     |
| 131  | Red Wings de Détroit          | États-Unis        | Steve Carlson   | Jets de Johnstown (NAHL)              |
| 132  | Maple Leafs de Toronto        | Canada États-Unis | Ron Wilson      | Friars de Providence (NCAA)           |
| 133  | Black Hawks de Chicago        | États-Unis        | Paul Jensen     | Huskies de Michigan Tech (NCAA)       |
| 134  | Flames d'Atlanta              | Canada            | Rick Piche      | Wheat Kings de Brandon (LHOC)         |
| 135  | Blues de Saint-Louis          | États-Unis        | Dick Lamby      | Collège d'état de Salem (NCAA)        |
| 136  | Canucks de Vancouver          | Canada            | Allan Fleck     | Bruins de New Westminster (LHOC)      |
| 137  | Islanders de New York         | États-Unis        | Bob Sunderland  | Terriers de Boston (NCAA)             |
| 138  | Rangers de New York           | Canada            | Bill Hamilton   | Black Hawks de Saint Catharines (AHO) |
| 139  | Penguins de Pittsburgh        | Finlande          | Tapio Levo      | équipe nationale junior de Finlande   |
| 140  | Bruins de Boston              | Suède             | Bo Berglund     | MODO Hockey (Elitserien)              |
| 141  | Kings de Los Angeles          | États-Unis        | Bill Reber      | Wildcats du New Hampshire (NCAA)      |
| 143  | Sabres de Buffalo             | Canada            | Alec Tidey      | Broncos de Lethbridge (LHOC)          |

### 9etour
| Rang | Équipe LNH                    | Nationalité      | Joueur           | Repêché de                          |
| ---- | ----------------------------- | ---------------- | ---------------- | ----------------------------------- |
| 144  | Capitals de Washington        | Canada           | Jim Ofrim        | Université de l'Alberta (CIAU)      |
| 145  | Scouts de Kansas City         | Canada           | Scott Williams   | Bombers de Flin-Flon (LHOC)         |
| 146  | Golden Seals de la Californie | Canada           | Jim Weaver       | Canadians de Kingston (AHO)         |
| 147  | North Stars du Minnesota      | Canada           | Terry Angel      | Generals d'Oshawa (AHO)             |
| 148  | Red Wings de Détroit          | Canada           | Gary Vaughan     | Tigers de Medicine Hat (LHOC)       |
| 149  | Maple Leafs de Toronto        | Canada           | Paul Evans       | Petes de Peterborough (AHO)         |
| 150  | Flames d'Atlanta              | Canada           | Nick Sanza       | Castors de Sherbrooke (LHJMQ)       |
| 151  | Blues de Saint-Louis          | États-Unis       | Dave McNab       | Badgers du Wisconsin (NCAA)         |
| 152  | Canucks de Vancouver          | Canada           | Bob McNeice      | Bruins de New Westminster (LHOC)    |
| 153  | Islanders de New York         | Canada           | Dan Blair        | 67's d'Ottawa (AHO)                 |
| 154  | Rangers de New York           | Canada           | Bud Stefanski    | Generals d'Oshawa (AHO)             |
| 155  | Penguins de Pittsburgh        | Canada           | Byron Shutt      | Falcons de Bowling Green (NCAA)     |
| 156  | Bruins de Boston              | États-Unis       | Joe Rando        | Wildcats du New Hampshire (NCAA)    |
| 157  | Kings de Los Angeles          | Canada           | Sean Sullivan    | Fincups de Hamilton (AHO)           |
| 158  | Canadiens de Montréal         | Canada           | Paul Clarke      | Fighting Irish de Notre Dame (NCAA) |
| 159  | Sabres de Buffalo             | Canada           | Andy Whitby      | Generals d'Oshawa (AHO)             |
| 160  | Flyers de Philadelphie        | Union soviétique | Viktors Hatuļevs | Soviet Juniors                      |

### 10etour
| Rang | Équipe LNH                    | Nationalité | Joueur           | Repêché de                          |
| ---- | ----------------------------- | ----------- | ---------------- | ----------------------------------- |
| 161  | Capitals de Washington        | Canada      | Mal Zinger       | Chiefs de Kamloops (LHOC)           |
| 162  | Golden Seals de la Californie | Canada      | Greg Agar        | Centennials de Merritt (LHJCB)      |
| 163  | North Stars du Minnesota      | Canada      | Michel Blais     | Canadians de Kingston (AHO)         |
| 164  | Red Wings de Détroit          | Canada      | Jean Thibodeau   | Dynamos de Shawinigan (LHJMQ)       |
| 165  | Maple Leafs de Toronto        | Canada      | Jean Latendresse | Dynamos de Shawinigan (LHJMQ)       |
| 166  | Maple Leafs de Toronto        | Canada      | Paul Crowley     | Wolves de Sudbury (AHO)             |
| 167  | Flames d'Atlanta              | Canada      | Brian O'Connell  | Université de Saint-Louis (NCAA)    |
| 168  | Islanders de New York         | Canada      | Joey Girardin    | Clubs de Winnipeg (LHOC)            |
| 169  | Rangers de New York           | Canada      | Daniel Beaulieu  | Remparts de Québec (LHJMQ)          |
| 170  | Penguins de Pittsburgh        | Canada      | Frank Salive     | Petes de Peterborough (AHO)         |
| 171  | Bruins de Boston              | Canada      | Kevin Nugent     | Fighting Irish de Notre Dame (NCAA) |
| 172  | Kings de Los Angeles          | États-Unis  | Brian Petrovek   | Crimson d'Harvard (NCAA)            |
| 173  | Canadiens de Montréal         | États-Unis  | Craig Norwich    | Badgers du Wisconsin (NCAA)         |
| 174  | Sabres de Buffalo             | États-Unis  | Len Moher        | Fighting Irish de Notre Dame (NCAA) |
| 175  | Flyers de Philadelphie        | Canada      | Duffy Smith      | Falcons de Bowling Green (NCAA)     |

### 11etour
| Rang | Équipe LNH               | Nationalité | Joueur        | Repêché de                              |
| ---- | ------------------------ | ----------- | ------------- | --------------------------------------- |
| 176  | Red Wings de Détroit     | États-Unis  | Dave Hanson   | Tigers de Colorado College (NCAA)       |
| 177  | North Stars du Minnesota | États-Unis  | Earl Sargent  | Sugar Kings de Fargo-Moorhead (LHJM)    |
| 178  | Red Wings de Détroit     | États-Unis  | Robin Larson  | Golden Gophers du Minnesota (NCAA)      |
| 179  | Maple Leafs de Toronto   | Canada      | Dan D'Alvise  | Rangers de Royal York                   |
| 180  | Maple Leafs de Toronto   | Canada      | Jackie Laine  | Falcons de Bowling Green (NCAA)         |
| 181  | Flames d'Atlanta         | États-Unis  | Joe Augustine | Mavericks de Austin (LHJM)              |
| 182  | Canucks de Vancouver     | Canada      | Sid Veysey    | Castors de Sherbrooke (LHJMQ)           |
| 183  | Islanders de New York    | Canada      | Geoff Green   | Wolves de Sudbury (AHO)                 |
| 184  | Rangers de New York      | États-Unis  | John McMorrow | Friars de Providence (NCAA)             |
| 185  | Penguins de Pittsburgh   | États-Unis  | John Glynne   | Catamounts du Vermont (NCAA)            |
| 186  | Kings de Los Angeles     | États-Unis  | Tom Goddard   | Fighting Sioux du Dakota du Nord (NCAA) |
| 187  | Canadiens de Montréal    | Canada      | Dave Bell     | Crimson d'Harvard (NCAA)                |

### 12etour
| Rang | Équipe LNH               | Nationalité | Joueur           | Repêché de                        |
| ---- | ------------------------ | ----------- | ---------------- | --------------------------------- |
| 188  | Maple Leafs de Toronto   | Canada      | Ken Holland      | Tigers de Medicine Hat (LHOC)     |
| 189  | Maple Leafs de Toronto   | Canada      | Bob Barnes       | Fincups de Hamilton (AHO)         |
| 190  | North Stars du Minnesota | Canada      | Gilles Cloutier  | Dynamos de Shawinigan (LHJMQ)     |
| 191  | Maple Leafs de Toronto   | États-Unis  | Gary Burns       | Wildcats du New Hampshire (NCAA)  |
| 192  | Flames d'Atlanta         | Suède       | Torbjorn Nilsson | équipe nationale junior de Suède  |
| 193  | Maple Leafs de Toronto   | Canada      | Jim Montgomery   | Festivals de Hull (LHJMQ)         |
| 194  | Islanders de New York    | Finlande    | Kari Makkonen    | équipe junior de Finlande         |
| 195  | Rangers de New York      | États-Unis  | Tom McNamara     | Catamounts du Vermont (NCAA)      |
| 196  | Penguins de Pittsburgh   | Canada      | Lex Hudson       | Pioneers de Denver (NCAA)         |
| 197  | Kings de Los Angeles     | Canada      | Mario Viens      | Royals de Cornwall (LHJMQ)        |
| 198  | Canadiens de Montréal    | Canada      | Carl Jackson     | Université de Pennsylvanie (NCAA) |

### 13etour
| Rang | Équipe LNH             | Nationalité | Joueur           | Repêché de                       |
| ---- | ---------------------- | ----------- | ---------------- | -------------------------------- |
| 199  | Maple Leafs de Toronto | Canada      | Rick Martin      | Knights de London (AHO)          |
| 200  | Rangers de New York    | États-Unis  | Steve Roberts    | Friars de Providence (NCAA)      |
| 201  | Rangers de New York    | Canada      | Paul Dionne      | Tigers de Princeton (NCAA)       |
| 202  | Penguins de Pittsburgh | Canada      | Dan Tsubouchi    | Université de Saint-Louis (NCAA) |
| 203  | Kings de Los Angeles   | États-Unis  | Chuck Carpenter  | Bulldogs de Yale (NCAA)          |
| 204  | Canadiens de Montréal  | Canada      | Michel Brisebois | Castors de Sherbrooke (LHJMQ)    |

### 14etour
| Rang | Équipe LNH             | Nationalité | Joueur              | Repêché de                           |
| ---- | ---------------------- | ----------- | ------------------- | ------------------------------------ |
| 205  | Rangers de New York    | États-Unis  | Cecil Luckern       | Wildcats du New Hampshire (NCAA)     |
| 206  | Penguins de Pittsburgh | États-Unis  | Bronisla Stankovsky | Sugar Kings de Fargo-Moorhead (LHJM) |
| 207  | Kings de Los Angeles   | États-Unis  | Bob Fish            | Sugar Kings de Fargo-Moorhead (LHJM) |
| 208  | Canadiens de Montréal  | Canada      | Roger Bourque       | Fighting Irish de Notre Dame (NCAA)  |

### 15etour
| Rang | Équipe LNH            | Nationalité | Joueur         | Repêché de                           |
| ---- | --------------------- | ----------- | -------------- | ------------------------------------ |
| 209  | Rangers de New York   | États-Unis  | John Corriveau | Wildcats du New Hampshire (NCAA)     |
| 210  | Kings de Los Angeles  | Canada      | Dave Taylor    | Golden Knights de Clarkson (NCAA)    |
| 211  | Canadiens de Montréal | États-Unis  | Jim Lundquist  | Bears de Brown (NCAA)                |
| 212  | Rangers de New York   | États-Unis  | Tom Funke      | Sugar Kings de Fargo-Moorhead (LHJM) |
| 213  | Kings de Los Angeles  | Canada      | Bob Shaw       | Golden Knights de Clarkson (NCAA)    |
| 214  | Canadiens de Montréal | États-Unis  | Don Madson     | Sugar Kings de Fargo-Moorhead (LHJM) |

### 16etour
| Rang | Équipe LNH             | Nationalité | Joueur       | Repêché de                           |
| ---- | ---------------------- | ----------- | ------------ | ------------------------------------ |
| 215  | Canadiens de Montréal  | Canada      | Bob Bain     | Wildcats du New Hampshire (NCAA)     |
| 216  | Flames d'Atlanta       | Canada      | Tom Funke    | Greyhounds de Sault Ste. Marie (AHO) |
| 217  | Penguins de Pittsburgh | Canada      | Kelly Secord | Bruins de New Westminster (LHOC)     |